# Оповідь служниці (телесеріал)
«Оповідь служниці» (англ. The Handmaid’s Tale) — американський вебтелевізійний серіал, створений Брюсом Міллером, заснований на однойменному романі 1985 року канадської письменниці Маргарет Етвуд про дистопічну екологічну катастрофу, інституціоналізоване сексуальне насильство та сурогатне материнство у проєкції на США. Серіал був замовлений Hulu як і 10-епізодний, виробництво почалося наприкінці 2016 року. Сюжет зображає беклеш після Другої громадянської війни в Америці, в якій тоталітарне суспільство поміщує фертильних жінок, названих «служницями», у репродуктивне рабство, де вони мали народжувати дітей заможним родинам після численних і сакралізованих згвалтувань.
Прем'єри перших трьох епізодів відбулися 26 квітня 2017 року; наступні 7 епізодів виходили щосереди. У травні 2017 року серіал поновлено на другий сезон, прем'єра якого відбулася 25 квітня 2018 року. У травні 2018 року Hulu подовжив серіал на третій сезон, який вийшов 5 червня 2019 року. У липні 2019 року серіал подовжено на четвертий сезон. Після четвертого сезону проєкт було продовжено на п'ятий, прем'єра якого відбулася 14 вересня 2022 року.
У вересні 2019 року також було оголошено, що Hulu та MGM розробляють продовжувальну серію, яка базуватиметься на романі Маргарет Етвуд «Заповіти» 2019 року.
Перший сезон приніс серіалу «Оповідь служниці» вісім нагород «Еммі» з тринадцяти номінацій, включаючи премію в категорії «Найкращий драматичний телесеріал». Це перше шоу, виготовлене Hulu, яке перемогло в головній номінації премії. Серіал також виграв «Золотий глобус» за найкращий драматичний серіал і за найкращу жіночу роль у драматичному серіалі (Елізабет Мосс).

## Сюжет
В майбутньому, у вигаданому тоталітарному суспільстві — Республіці Галаад, яка фактично є псевдо-релігійною теономією, що знаходиться на території сучасних США, лише одна зі ста жінок може народити здорову дитину, тому фертильних жінок збирають у спеціальні табори, де їх готують до єдиної цілі — зачати та народити дитину для офіцерів, чиї дружини не здатні це зробити внаслідок катастрофічного впливу екологічного забруднення на людську фертильність.

## Актори
| Актор            | Роль                  |
| ---------------- | --------------------- |
| Елізабет Мосс    | Джун Озборн / Фредова |
| Джозеф Файнс     | Фред Вотерфорд        |
| Івонн Страховскі | Серена Джой Вотерфорд |
| Алексіс Бледел   | Ґленова               |
| Енн Дауд         | Тітка Лідія           |
| Саміра Вайлі     | Мойра                 |